# 2024年パリパラリンピックのグレナダ選手団
2024年パリパラリンピックのグレナダ選手団は、2024年8月28日から9月8日までフランスのパリで開催された2024年パリパラリンピックグレナダ選手団の名簿。

## 選手団
- 人員: 選手 2人
- 開会式旗手: タイラー・スミス、イショナ・チャールズ

## 種目別選手・スタッフ名簿及び成績

### 陸上
| 選手                 | 種目           | 結果      | 順位 |
| -------------------- | -------------- | --------- | ---- |
| タイラー・スミス     | 男子砲丸投 F63 | 8.07 PB   | 9位  |
| イショナ・チャールズ | 女子砲丸投 F46 | 9.30m PB  | 13位 |
| イショナ・チャールズ | 女子やり投 F46 | 30.66m PB | 11位 |